# Jüdischer Friedhof (Güstrow)
Der Jüdische Friedhof Güstrow liegt in der Stadt Güstrow im Landkreis Rostock in Mecklenburg-Vorpommern. Auf dem an der Neukruger Straße im östlichen Teil der Stadt gelegenen jüdischen Friedhof, der von einem schmiedeeisernen Zaun umgeben ist, sind sieben Grabsteine erhalten. Der Friedhof ist ein geschütztes Baudenkmal. 
Ein Gedenkstein ist vorhanden, der Text lautet: „Der Faschismus hat die jüdischen Mitbürger unserer Stadt ausgerottet. In Güstrow lebten 1933 118, 1941 nur noch 16 und 1945 keine Bürger jüdischen Glaubens mehr. Am 9.11.1938 Kristallnacht wurde die Güstrower Synagoge im Krönchenhagen ebenfalls ein Opfer des faschistischen Terrors. Ihr opferreicher Weg ist uns mahnende Verpflichtung.“

## Geschichte

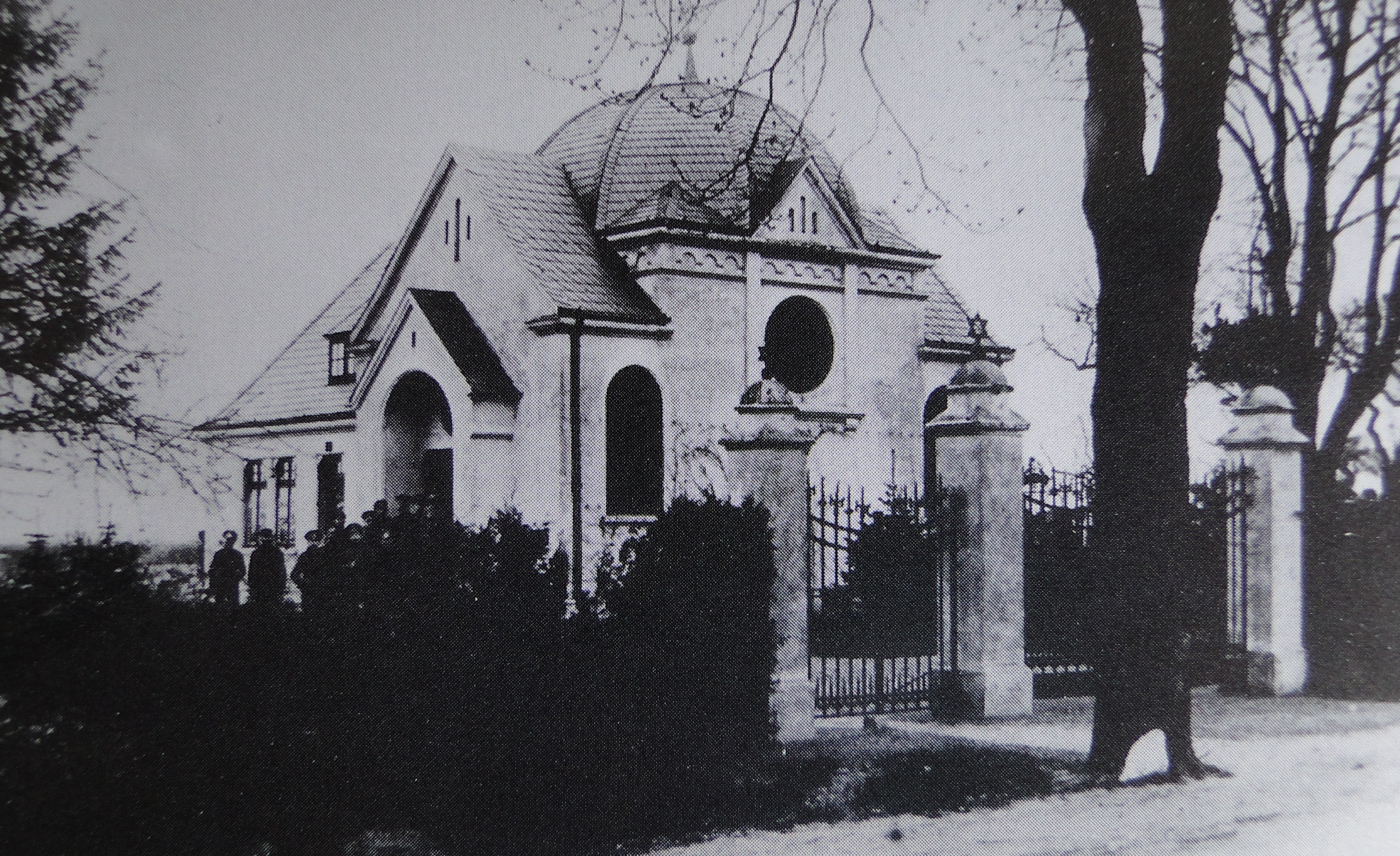
Die jüdische Trauerhalle an der Neukruger Straße in Güstrow (1870)

Die jüdische Gemeinde pachtete 1804 von der Stadt ein Grundstück an der Neukruger Straße, um einen neuen Friedhof anzulegen. Die Friedhofsfläche wurde im Jahr 1900 nach mehreren Erweiterungen Eigentum der jüdischen Gemeinde. Im Jahr 1910 konnte dank der großzügigen Spende des Ehepaares Cohn eine Friedhofshalle feierlich eingeweiht werden.
Die letzte Beisetzung auf dem Friedhof erfolgte in der NS-Zeit am 2. Dezember 1937. In den folgenden Jahren – vor allem im Zusammenhang mit dem Novemberpogrom 1938 – wurde der Friedhof verwüstet und die Friedhofshalle in Brand gesetzt.
Da die Jüdische Landesgemeinde nicht in der Lage war, das Gelände zu pflegen, verkaufte sie 1954 den größten Teil des Friedhofes. Auf dem größeren Teil des Friedhofsgrundstücks befinden sich heute eine Kaufhalle und Gärten, das Restgelände wurde 1985 bis 1988 hergerichtet.
Im August 2000 wurde der Friedhof von Unbekannten geschändet, dabei wurden Grabsteine umgeworfen. Eine weitere Schändung wurde im Juli 2008 gemeldet.